# Take My Breath Away
«Take My Breath Away» — песня американской музыкальной группы Berlin, ставшая одной из основных музыкальных тем фильма Лучший стрелок (Top Gun; с Томом Крузом в главной роли) и вошедшая в его саундтрек Top Gun (1986). Авторами были Джорджо Мородер и Том Уитлок.

Сингл был издан на лейблах Columbia и Geffen и достиг первого места в американском хит-параде Billboard Hot 100. Песня получила в 1986 году две престижные награды: Премия «Оскар» за лучшую песню к фильму и Премия «Золотой глобус» за лучшую песню.

## История
Песня была впервые предложена The Motels, которые намного позже выпустили своё оригинальное демо, очень похожее на выпущенную Berlin версию, на своем сборнике Anthologyland (2001). Columbia Records предложила некоторых из подписанных ими исполнителей, но в конце концов Мородер подумал о группе Berlin, чью песню «No More Words» он спродюсировал. Уитлок внёс несколько изменений в текст перед тем, как Терри Нанн записала вокал. Мородер сказал, что из всех песен, которые он спродюсировал за свою карьеру, он больше всего гордится этой песней.
В США сингл стал № 1 в Billboard Hot 100, а в Великобритании достиг № 1 в UK Singles Chart в 1986 году. Также он был № 1 в Бельгии, Ирландии, Голландии и Канаде. При переиздании в Великобритании в 1990 году сингл поднялся на № 3.

## Музыкальное видео
В музыкальном видео представлены сцены из фильма «Top Gun», смешанные с кадрами с певицей группы Berlin Терри Нанн, исполняющей песню в синем комбинезоне, идущей между частями самолетов на ветреном кладбище самолетов (часть аэрокосмического порта Мохаве) ночью. Товарищи по группе Джон Кроуфорд и Роб Брилл отдыхают во дворе, а затем следуют за Нанн.

## Список композиций
- 7-inch single

A. «Take My Breath Away» — 4:13
B. «Radar Radio» (Джорджо Мородер при участии Joe Pizzulo) — 3:40
- UK 12-inch single

A. «Take My Breath Away» — 4:13
B1. «You've Lost That Lovin' Feelin'» (The Righteous Brothers)
B2. «Radar Radio» (Джорджо Мородер при участии Joe Pizzulo) — 3:40
- UK 7-inch single (1990)

A. «Take My Breath Away» — 4:11
AA. «Danger Zone» (Кенни Логгинс) — 3:35
- UK CD single (1990)

1. «Take My Breath Away» — 4:11
2. «Danger Zone» (Кенни Логгинс) — 3:35
3. «Hot Summer Nights» (Miami Sound Machine) — 3:34
4. «Top Gun Anthem» (Харольд Фальтермайер и Стив Стивенс) — 4:02

- UK cassette single (1990)

A1. «Take My Breath Away» — 4:11
A2. «Danger Zone» (Кенни Логгинс) — 3:35
B1. «Take My Breath Away» — 4:11
B2. «Danger Zone» (Кенни Логгинс) — 3:35

## Позиции в хит-парадах
| Чарт (1986)                                  | Высшая позиция |
| -------------------------------------------- | -------------- |
| Австрия (Ö3 Austria Top 40)                  | 4              |
| Бельгия/Фландрия (Ultratop 50)               | 1              |
| Канада (RPM)                                 | 2              |
| Канада Canada Adult Contemporary (RPM)       | 1              |
| Финляндия (Suomen virallinen lista)          | 15             |
| Франция (SNEP)                               | 2              |
| ФРГ (GfK)                                    | 3              |
| Ирландия (IRMA)                              | 1              |
| Италия (FIMI)                                | 5              |
| Нидерланды (Dutch Top 40)                    | 1              |
| Новая Зеландия (Recorded Music NZ)           | 4              |
| Норвегия (VG-lista)                          | 4              |
| Испания (AFYVE)                              | 2              |
| Швеция (Sverigetopplistan)                   | 2              |
| Швейцария (Schweizer Hitparade)              | 2              |
| Великобритания (The Official Charts Company) | 1              |
| США Billboard Hot 100                        | 1              |
| США Billboard Hot Adult Contemporary Tracks  | 3              |
| Чарт (1988)                                  | Высшая позиция |
| Великобритания UK Singles Chart              | 52             |
| Чарт (1990)                                  | Высшая позиция |
| Ирландия Irish Singles Chart                 | 7              |
| Великобритания UK Singles Chart              | 3              |

| Чарт (1986)                                    | Позиция |
| ---------------------------------------------- | ------- |
| США (Billboard Top Adult Contemporary Singles) | 28      |
| США (Billboard Top Pop Singles)                | 27      |

## Сертификации
| Страна         | Сертификации | Дата            | Продажи |
| -------------- | ------------ | --------------- | ------- |
| Канада         | Gold         | 31 октября 1986 | 50 000  |
| Франция        | Gold         | 1987            | 500 000 |
| Великобритания | Silver       | 1 ноября 1986   | 200 000 |
| США            | Gold         | 5 мая 1992      | 500 000 |